# Ems-Supérieur
Ems-Supérieur (Boven Eems) was een departement van het Eerste Franse Keizerrijk in Noord-Duitsland. Het werd gevormd op 1 januari 1811 en vernoemd naar de rivier de Eems. De hoofdstad was Osnabrück. De eerste en enige prefect was Karel Lodewijk van Keverberg van Kessel.
Het gebied omvatte delen van de huidige Duitse deelstaten Nedersaksen en Noordrijn-Westfalen. Het departement was onderverdeeld in de volgende arrondissementen en kantons:
- Osnabrück, kantons: Bramsche, Dissen, Essen, Iburg, Lengerich, Melle, Osnabrück-stad, Osnabrück-land , Ostbevern, Ostercappeln, Tecklenburg en Versmold,
- Lingen, kantons: Bevergern, Freren, Fürstenau, Haselünne, Ibbenbüren, Lingen, Meppen, Papenburg en Sögel,
- Minden, kantons: Bünde, Enger, Levern, Lübbecke, Minden, Petershagen, Quernheim, Rahden, Ucht en Werther,
- Quakenbrück, kantons: Ankum, Cloppenburg, Diepholz, Dinklage, Friesoythe, Löningen, Quakenbrück, Vechta, Vörden en Wildeshausen.

Na de nederlaag van Napoleon in 1814 werden het gebied opgedeeld en toegewezen aan het koninkrijk Hannover, het groothertogdom Oldenburg en het koninkrijk Pruisen.
- Gemeinsame Normdatei: 5031457-9